# Ceratina chrysomalla
Ceratina chrysomalla är en biart som beskrevs av Carl Eduard Adolph Gerstäcker 1869. Ceratina chrysomalla ingår i släktet märgbin, och familjen långtungebin. Inga underarter finns listade i Catalogue of Life.